# ヤコブ・ペレルマン
ヤコブ・ペレリマン（Jacob Perelman Yakov Isidorovich Perelman、ロシア語：ЯковИсидоровичПерельман、1882年10月17日 -1942年3月16日）は、ロシアの数学ライター。サイエンスライター。
1911年に出版した『おもしろ物理』を皮切りに『おもしろい数学』『おもしろい天文学』などの啓蒙書を出版した。ペレリマンの書いた本は約80点に及ぶ。「2乗しても変わらない無限に続く数」として「ペレリマン数列」https://keisan.casio.jp/exec/user/1475137191を発見した。

## 生涯
ロシア（現在のベラルーシ）の国境にほど近いポーランド北東部に生まれた。